# James Nunnally
James William Nunnally (San Jose, 14 luglio 1990) è un cestista statunitense.

## Carriera
Ha giocato nella massima serie greca con il Kavala ed in NBDL, oltre che per 4 partite in NBA con gli Atlanta Hawks. Ha segnato 10 punti in 19 minuti nell'All Star Game NBDL del 2014. Nell'estate 2016 disputa la summer league con i Philadelphhia 76ers per poi approdare nel Fenerbahçe.

## Carriera in Italia
Nella stagione 2015/2016 gioca con la maglia della Sidigas Avellino e a fine stagione vince il premio quale MVP della stagione regolare della Serie A.
Il 27 gennaio 2019 torna in italia firmando un contratto pluriennale con l'Olimpia Milano. Esordisce contro Gran Canaria trascinando Milano alla vittoria con una grande prestazione. Il 4 febbraio 2019 prende parte alla trasferta di Pistoia, occasione in cui segna 9 punti, contribuendo alla vittoria della squadra. Il risultato del campo viene però ribaltato dal giudice sportivo, che assegna la vittoria a tavolino alla squadra toscana per 20-0. Nunnaly, infatti, doveva ancora scontare una giornata di squalifica che si trascinava dietro dai tempi di Avellino, ragione per cui la sua presenza sul parquet risultava essere irregolare.

## Statistiche

### College
| Anno      | Squadra      | PG  | PT | MP   | TC%  | 3P%  | TL%  | RP  | AP  | PRP | SP  | PP   |
| --------- | ------------ | --- | -- | ---- | ---- | ---- | ---- | --- | --- | --- | --- | ---- |
| 2008-2009 | UCSB Gauchos | 31  | 7  | 21,0 | 46,4 | 36,1 | 77,0 | 3,3 | 1,5 | 0,5 | 0,2 | 7,9  |
| 2009-2010 | UCSB Gauchos | 29  | 24 | 29,9 | 45,5 | 45,5 | 74,3 | 5,6 | 1,9 | 0,7 | 0,1 | 14,7 |
| 2010-2011 | UCSB Gauchos | 32  | 31 | 33,0 | 46,6 | 36,9 | 82,7 | 5,7 | 1,8 | 0,4 | 0,3 | 16,3 |
| 2011-2012 | UCSB Gauchos | 31  | 31 | 33,7 | 47,0 | 37,0 | 79,6 | 5,9 | 2,8 | 0,7 | 0,3 | 16,0 |
| Carriera  | Carriera     | 123 | 93 | 29,4 | 46,5 | 38,6 | 78,4 | 5,1 | 2,0 | 0,6 | 0,2 | 13,7 |

### NBA

#### Regular Season
| Anno      | Squadra            | PG | PT | MP   | TC%  | 3P%  | TL%  | RP  | AP  | PRP | SP  | PP  |
| --------- | ------------------ | -- | -- | ---- | ---- | ---- | ---- | --- | --- | --- | --- | --- |
| 2013-2014 | Atlanta Hawks      | 4  | 0  | 13,5 | 33,3 | 30,0 | 75,0 | 2,0 | 0,5 | 0,3 | 0,3 | 4,5 |
| 2013-2014 | Philadelphia 76ers | 9  | 0  | 12,3 | 32,1 | 33,3 | 60,0 | 1,2 | 0,7 | 0,6 | 0,1 | 2,9 |
| 2018-2019 | Minnesota T'wolves | 13 | 0  | 4,9  | 42,9 | 38,5 | 100  | 0,3 | 0,4 | 0,1 | 0,0 | 2,1 |
| 2018-2019 | Houston Rockets    | 2  | 0  | 19,0 | 23,1 | 25,0 | -    | 0,5 | 1,0 | 0,0 | 0,0 | 4,5 |
| 2020-2021 | N.O. Pelicans      | 9  | 0  | 5,3  | 38,5 | 33,3 | 50,0 | 1,0 | 0,3 | 0,0 | 0,0 | 1,7 |
| Carriera  | Carriera           | 37 | 0  | 8,5  | 34,4 | 32,3 | 73,3 | 0,9 | 0,5 | 0,2 | 0,1 | 2,6 |

### Eurolega
| Anno       | Squadra          | PG  | PT | MP   | TC%  | 3P%   | TL%  | RP  | AP  | PRP | SP  | PP   |
| ---------- | ---------------- | --- | -- | ---- | ---- | ----- | ---- | --- | --- | --- | --- | ---- |
| 2016-2017† | Fenerbahçe       | 34  | 11 | 17,9 | 44,0 | 45,1  | 87,0 | 2,0 | 1,7 | 0,4 | 0,2 | 5,6  |
| 2017-2018  | Fenerbahçe       | 29  | 18 | 20,6 | 54,0 | 55,4* | 89,7 | 2,1 | 1,3 | 0,7 | 0,2 | 9,3  |
| 2018-2019  | Olimpia Milano   | 10  | 7  | 26,9 | 48,4 | 42,1  | 91,7 | 2,9 | 2,2 | 0,4 | 0,0 | 14,1 |
| 2019-2020  | Fenerbahçe       | 9   | 1  | 13,3 | 45,8 | 41,7  | 100  | 1,4 | 0,7 | 0,2 | 0,1 | 4,2  |
| 2021-2022  | Maccabi Tel Aviv | 32  | 17 | 28,5 | 45,7 | 40,7  | 89,8 | 3,9 | 2,6 | 0,6 | 0,2 | 13,8 |
| 2022-2023  | Partizan         | 37  | 19 | 22,4 | 49,2 | 40,5  | 88,5 | 2,1 | 1,8 | 0,5 | 0,2 | 9,2  |
| 2023-2024  | Partizan         | 32  | 13 | 27,8 | 52,4 | 43,3  | 87,0 | 3,2 | 2,6 | 0,6 | 0,1 | 12,3 |
| Carriera   | Carriera         | 183 | 86 | 23,1 | 48,9 | 43,9  | 89,3 | 2,6 | 1,9 | 0,5 | 0,2 | 9,9  |

## Vita privata
È soprannominato "Diou" per le sue grandi doti spirituali.

## Palmarès

### Squadra
- Campionato turco: 2

Fenerbahçe: 2016-17, 2017-18
- Coppa di Turchia: 1

Fenerbahçe: 2020
- Coppa di Lega israeliana: 1

Maccabi Tel Aviv: 2021
- Coppa del Presidente: 2

Fenerbahçe: 2016, 2017
- Eurolega: 1

Fenerbahçe: 2016-17
- Lega Adriatica: 1

Partizan Belgrado: 2022-23

### Individuale
- MVP Serie A: 1

Avellino: 2015-16
- All-NBDL Second Team (2014)
- All-NBDL All-Rookie Third Team (2013)
- NBDL All Star (2014)
- MVP Coppa di Lega israeliana: 1

Maccabi Tel Aviv: 2021